# Station Dobrowoda
Station Dobrowoda is een spoorwegstation in de Poolse plaats Dobrowoda.